# Разруха
«Разруха» (1934) — неоконченный цикл стихотворений русского поэта Н. А. Клюева. Первая часть цикла — «Песня Гамаюна» — вошла также в поэму «Песнь о Великой Матери», остальные три части не озаглавлены. По своему содержанию цикл «Разруха» перекликается с поэмами «Погорельщина» и «Песнь о Великой Матери», а также более ранним клюевским стихотворением «Наша собачка у ворот отлаяла...».
При жизни автора стихи не были опубликованы, но неоднократно читались автором и были приложены к следственному делу Н. А. Клюева (протокол допроса от 15 февраля 1934 года) как вещественное доказательство совершённых им преступлений по статье 58 (п.10): «антисоветская агитация» и «составление и распространение контрреволюционных литературных произведений».

## Содержание
I. Цикл начинается стихотворением «Песня Гамаюна», в котором автор рисует картину гибели России:
```
     К нам вести горькие пришли,
     Что зыбь Арала в мёртвой тине,
     Что редки аисты на Украине,
     Моздокские не звонки ковыли,
     И в светлой Саровской пустыне
     Скрипят подземные рули!
     К нам тучи вести занесли,
     Что Волга синяя мелеет,
     И жгут по Керженцу злодеи
     Зеленохвойные кремли,
     Что нивы суздальские, тлея,
     Родят лишайник да комли!
```

II. Далее следует второе стихотворение, которое начинается словами: 
```
     От Лаче-озера до Выга
     Бродяжил я тропой опасной,
     В прогалах брезжил саван красный,
     Кочевья леших и чертей...
```

В нём Клюев рисует страшную картину народного страдания: голода и массовой гибели вывезенных в Карелию заключенных на строительстве Беломорско-Балтийского канала:
```
     То беломорский смерть-канал,
     Его Акимушка копал,
     С Ветлуги Пров да тётка Фёкла.
     Великороссия промокла
     Под красным ливнем до костей
     И слезы скрыла от людей,
     От глаз чужих в глухие топи...
```

III. Тема и апокалиптическое настроение «Песни Гамаюна» возобновляются в третьей части цикла, начинающейся словами:
```
     Есть Демоны чумы, проказы и холеры,
     Они одеты в смрад и в саваны из серы.
     Чума с кошницей крыс, проказа со скребницей,
     Чтоб утолить колтун палящей огневицей,
     Холера же с зурной, где судороги жил,
     Чтоб трупы каркали и выли из могил.
```

IV. Четвёртая, заключительная часть цикла является прямым продолжением третьей:
```
     Скрипит иудина осина
     И плещет вороном зобатым,
     Доволен лакомством богатым,
     О ржавый череп чистя нос,
     Он трубит в темь: колхоз, колхоз!
     И, подвязав воловий хвост,
     На верезг мерзостный свирели
     Повылез чёрт из адской щели...
```

## Пояснения к тексту
- В строках:

```
     Данилово, где Неофиту
     Андрей и Симеон, как сыту,
     Сварили на премноги леты
     Необоримые «Ответы»...
```

Клюев, очевидно, имеет в виду «Поморские ответы» — одно из главных апологетических произведений старообрядцев, написанное настоятелями Выговской пустыни братьями Андреем и Семёном Денисовыми в виде ответов на вопросы синодального миссионера и обличителя старообрядчества иеромонаха Неофита. Тема старообрядчества, «древлеправославной веры» является одной из центральных тем в творчестве Клюева и присутствует во многих его произведениях.
- В строках:

```
     Рыдает Новгород, где тучкою златимой 
     Грек Феофан свивает пасмы фресок 
     С церковных крыл — поэту мерзок 
     Суд палача и черни многоротой...
```

Клюев, вероятно, имеет в виду то, что в конце 1920-х годов в Великом Новгороде была закрыта церковь Спаса Преображения, расписанная фресками Феофана Грека (1378 год). Позже эта церковь превращена в музей.
- В строках:

```
     Не для некрасовского Власа
     Роятся в притче эфиопы... 
```

содержится отзвук стихотворения «Влас» Н.А.Некрасова:
```
     Говорят, ему видение
     Всё мерещилось в бреду:
     Видел света преставление,
     Видел грешников в аду;
     Мучат бесы их проворные,
     Жалит ведьма-егоза.
     Ефиопы - видом чёрные
     И как углие глаза.
```

- В строках:

```
     И, как плоты по хмурой Каме,
     Храпя, самоубийц тела,
     Плывут до адского жерла
     Рекой воздушною... И ты 
     Закован в мёртвые плоты,
     Злодей, чья флейта — позвоночник,
     Булыжник уличный — построчник...
```

имеется в виду В.В.Маяковский, в частности, намекается на его поэму «Флейта-позвоночник». 
Поэтическая полемика с Маяковским встречалась ранее и в других клюевских произведениях, например, в стихотворении «Маяковскому грезится гудок над Зимним...» (1919 года, когда отношение Клюева к советской власти и политике коммунистической партии в целом ещё не было отрицательным):
```
     Простой, как мычание, и облаком в штанах 
казинетовых

     Не станет Россия — так вещает Изба...
```

В этих строках содержится намёк на книгу стихов «Простое как мычание» и поэму «Облако в штанах» Маяковского.